# Stefan Temmingh

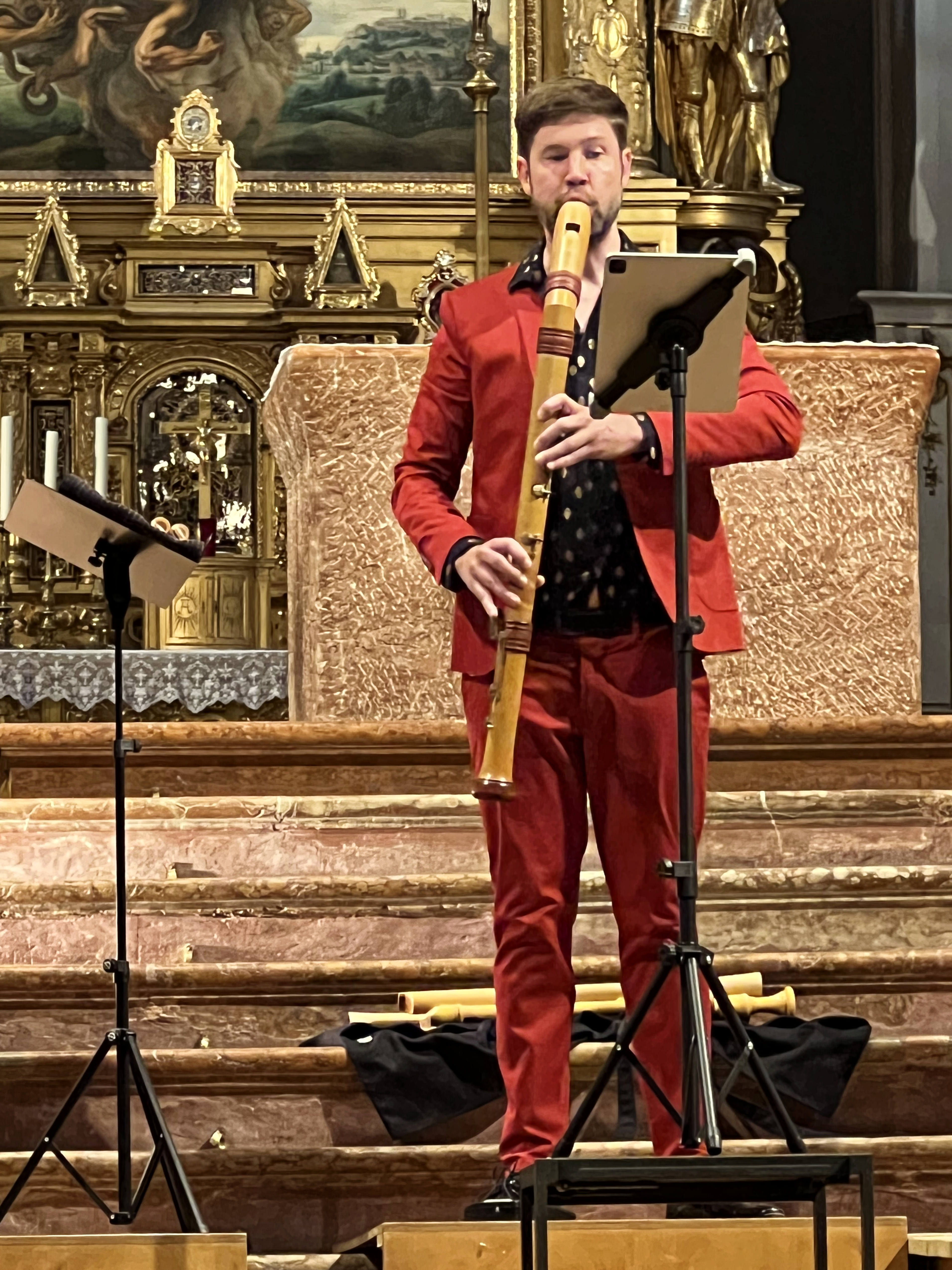
Stefan Temmingh, 2022

Stefan Temmingh (* 28. Dezember 1978 in Kapstadt) ist ein südafrikanischer Blockflötist.
Er stammt aus einer südafrikanisch-holländischen Musikerfamilie. 1998 zog er nach München, um bei Markus Zahnhausen Unterricht zu nehmen. Ab 1999 studierte er auch Pädagogik und Aufführungspraxis am Richard-Strauss-Konservatorium München, wo er 2003 sein Diplom erhielt. Im Anschluss setzte er seine Studien bei Michael Schneider an der Musikhochschule Frankfurt fort.
Temminghs Repertoire umfasst nahezu die komplette Originalliteratur der Barockzeit für Blockflöte. Er erhielt Engagements mit dem Ensemble Phoenix München, der Berliner Lautten Compagney, bei den Ludwigsburger Schlossfestspielen, den Audi Sommerkonzerten und an der Bayerischen Staatsoper. Als Spezialist für Alte Musik spielte er u. a. zusammen mit Thomas Boysen, Sergio Ciomei, Joel Frederiksen, Naoki Kitaya, Margret Köll, Karsten Erik Ose, Maurice Steger und Olga Watts. Neben Auftritten in Deutschland und Südafrika konzertiert er in den Niederlanden, der Schweiz, in Österreich, Italien, Frankreich, Russland, Kroatien, der Tschechischen Republik, der Slowakei und im Libanon. Er wirkte mit bei Aufnahmen für Harmonia Mundi, OehmsClassics, Christophorus Records, den Südwestrundfunk und den Bayerischen Rundfunk.
Temminghs Engagement reicht von Alter bis zu Neuer Musik. Regelmäßig spielt er Konzerte und Uraufführungen zeitgenössischer Werke, die er auch selbst bei Komponisten wie Bernhard Lang, Nadir Vassena, Gordon Kampe oder Helga Pogatschar in Auftrag gibt.
2008 wurde er mit dem Stipendium der Stadt München für Neue Musik ausgezeichnet.
Seit 2001 engagiert sich Temmingh für das interkulturelle Zusammenspiel von traditionell-schwarzafrikanischer und klassisch-europäischer Musik, was 2004 zu einer Europatournee des Barockensembles Refugium mit der Dizu Kuduhorn Band führte.
Zum Wintersemester 2019/20 wurde er als Professor für Blockflöte an die Hochschule für Musik Freiburg berufen.